# Nops pallidus
Espèce
Nops pallidus est une espèce d'araignées aranéomorphes de la famille des Caponiidae.

## Distribution
Cette espèce est endémique de la province de Santiago de Cuba à Cuba,. Elle se rencontre vers Boca de Cabañas.

## Description
Le mâle holotype mesure 8,0 mm.

## Publication originale
- Sánchez-Ruiz & Brescovit, 2018 : A revision of the Neotropical spider genus Nops MacLeay (Araneae: Caponiidae) with the first phylogenetic hypothesis for the Nopinae genera. Zootaxa, no 4427(1), p. 1-121.